# 12150 De Ruyter
12150 De Ruyter eller 1051 T-1 är en asteroid i huvudbältet som upptäcktes den 25 mars 1971 av den nederländsk-amerikanske astronomen Tom Gehrels och det nederländska astronomparet Ingrid van Houten-Groeneveld och Cornelis Johannes van Houten vid Palomarobservatoriet. Den är uppkallad efter den holländske amiralen Michiel de Ruyter.
Den tillhör asteroidgruppen Eos.